# Abbaye de Lachalade

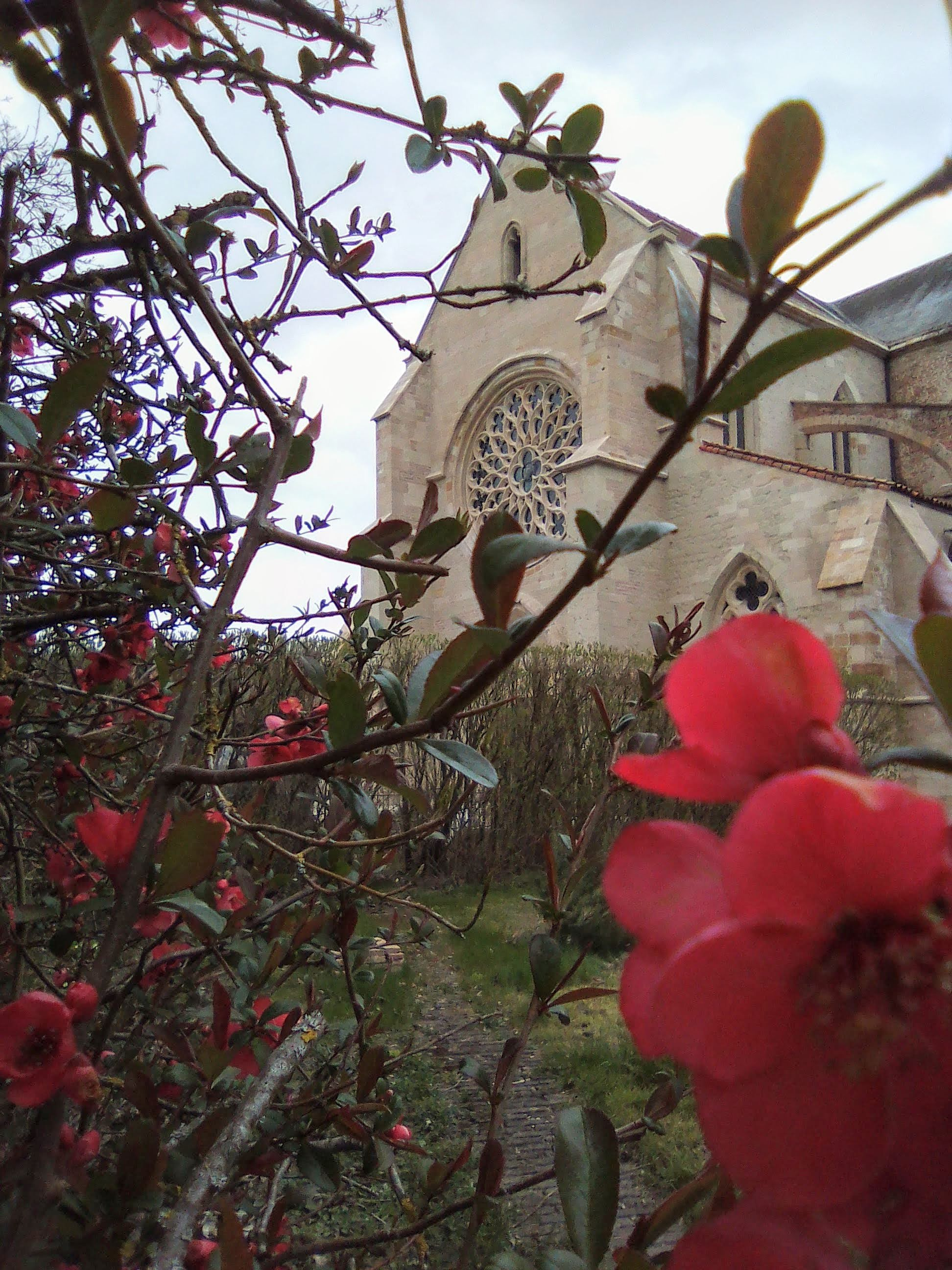
La façade ouest de l'abbatiale avec sa rosace fraîchement restaurée.

L’ancienne abbaye de Lachalade (historiquement, La Chalade, venant du latin Scala Dei, ce qui signifie « Échelle de Dieu » ) dans le département de la Meuse (France) était de tradition cistercienne. Fondée en 1120, elle fut supprimée lors de la Révolution française. Son église abbatiale a survécu au pillage et démembrement et est devenue l’église paroissiale du petit village de Lachalade.
Elle est en cours de restauration de fond notamment grâce à l'association des Amis de Lachalade

## Fondation
Vers 1120 deux moines bénédictins, Robert et Ricuin, cherchant plus de solitude et une vie plus austère, quittent leur abbaye Saint-Vanne à Verdun (Meuse) et s’installent dans un lieu désert appelé La Chalade. Lorsque, en 1124, l’un des deux est élu abbé de l'abbaye de Beaulieu et le second est envoyé au monastère cistercien de Trois-Fontaines, fille de Clairvaux, l’aventure semble déjà terminée.
Mais Ricuin revient avec plusieurs moines de Trois Fontaines. Le modeste oratoire et les quelques cabanes deviennent le point de départ d’une fondation cistercienne. Suivant la tradition de Cîteaux, la règle de saint Benoît est observée strictement: les moines allient travail et prière et construisent eux-mêmes leur monastère. En tout ils choisissent dépouillement et sobriété, que ce soit l’architecture (leur église), leurs vêtements, la nourriture et style de vie en général. Même la liturgie et le chant de l’office divin sont marqués par un retour à la simplicité. En 1127 commence la construction de l’église qui est consacrée en 1136.

## Histoire

### Prospérité et expansion
L’abbaye se développe rapidement, en partie grâce à de généreuses donations. Le nombre de moines est important au point qu'en 1147 Lachalade est déjà en mesure de faire une fondation : ce sera l'abbaye de Chéhéry. À côté du travail traditionnel de la terre l’abbaye développe des tuileries et verreries forestières qui lui fournissent des revenus. L’église possède encore trois dalles funéraires des années 1270-1280.

### Nouvelle église abbatiale

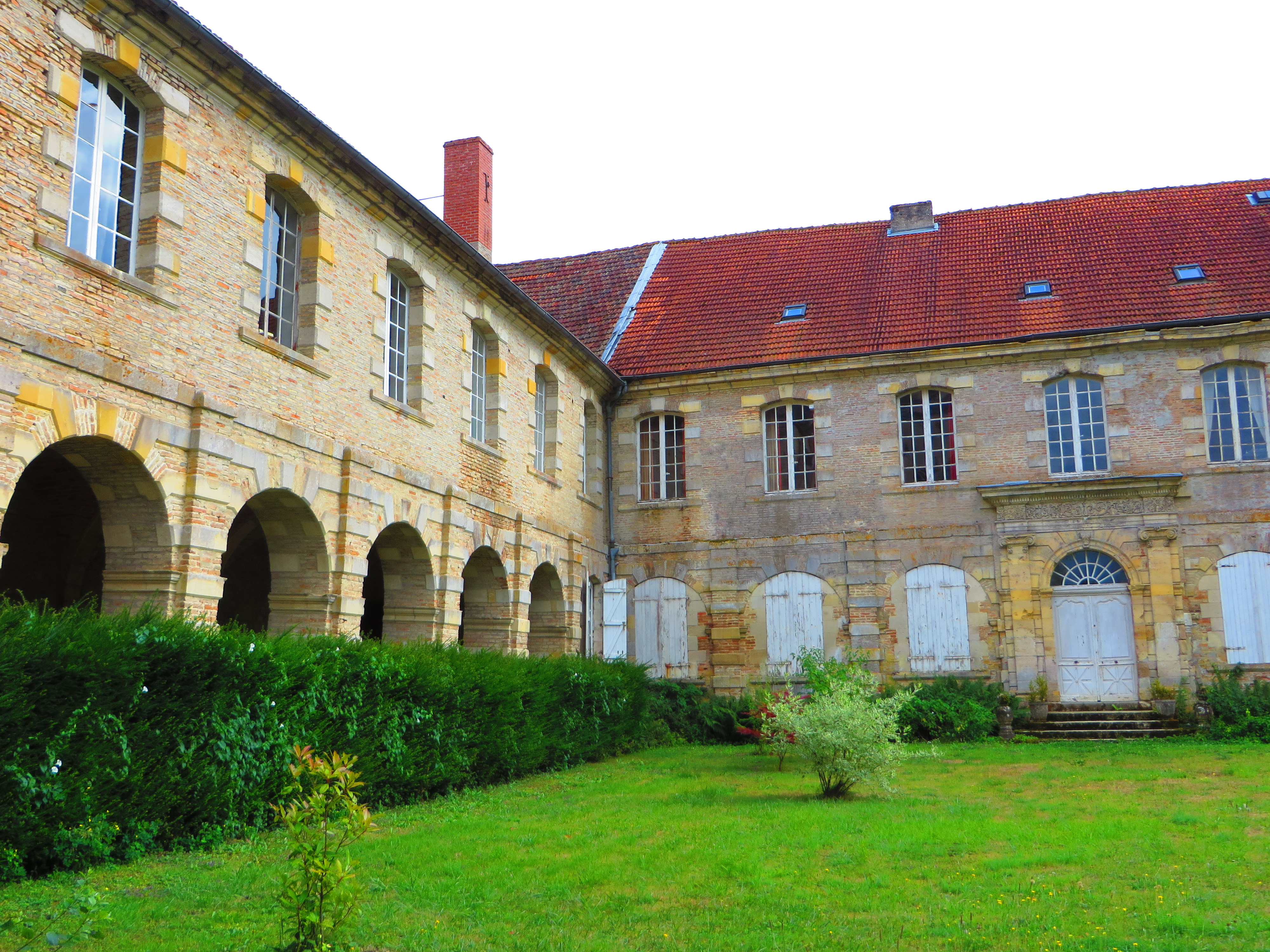
Le cloître.

À la fin du XIIIe siècle la situation financière de l’abbaye permet d’envisager la construction d’une nouvelle église, mieux en mesure de répondre aux besoins d’un nombre croissant de moines. Elle est terminée aux environs de 1340. Architecturalement, elle ressemble à toutes les églises cisterciennes de l’époque. Seule concession à l’esprit du temps : l’abside est pentagonale. De conception en ‘croix latine’, ce qu’il en reste aujourd’hui ressemble plutôt à une croix grecque, car trois travées lui manquent, sans doute détruites au cours de l’histoire.

### Régime de la commende
Au cours des siècles - et comme les autres abbayes - Lachalade a à subir le passage des armées avec son lot de pillages et dégradations, les famines, épidémies et autres calamités.
Mais les vraies difficultés commencent avec le régime de la commende introduit en 1583, car cela touche plus profondément l’esprit religieux et la discipline monastique. Les abbés commendataires s’enrichissent des revenus attachés à l’abbaye, sans prendre la peine de la visiter. Ils négligent les devoirs attachés au rôle de l’abbé.
Charles de Broglie et Jacques Marc Antoine de Mahuet de Lupcourt (1730-1806), vicaire général à Nancy, furent abbés commendataires et Claude de Tudert (1714-1779 ), doyen du diocèse de Paris, abbé commendataire de Saint-Éloi-Fontaine, le fut en 1769.

### Restauration
La réforme monastique, inspirée des feuillants est introduite, ou même imposée, par le cardinal de Richelieu en 1637. La restauration d’une vie monastique régulière nécessite une remise en ordre des bâtiments. De grands travaux sont entrepris. Le cloître est refait en 1678 (seule partie des bâtiments qui soit bien conservée). Salle du chapitre, infirmerie et dortoir sont restaurés en 1680. Un palais abbatial est construit et terminé en 1706.

### Déclin et démembrement
Le XVIIIe siècle est un lent déclin. Il y a peu de vocations monastiques, au point que les moines ne sont plus qu’une dizaine à vivre à Lachalade lorsque éclate la Révolution française. Les bâtiments conventuels sont vendus comme bien national en 1791 à Jean-Marie Bigault de Parfonrut, gentilhomme verrier. La commune devient propriétaire de l’église abbatiale.

## Architecture et description

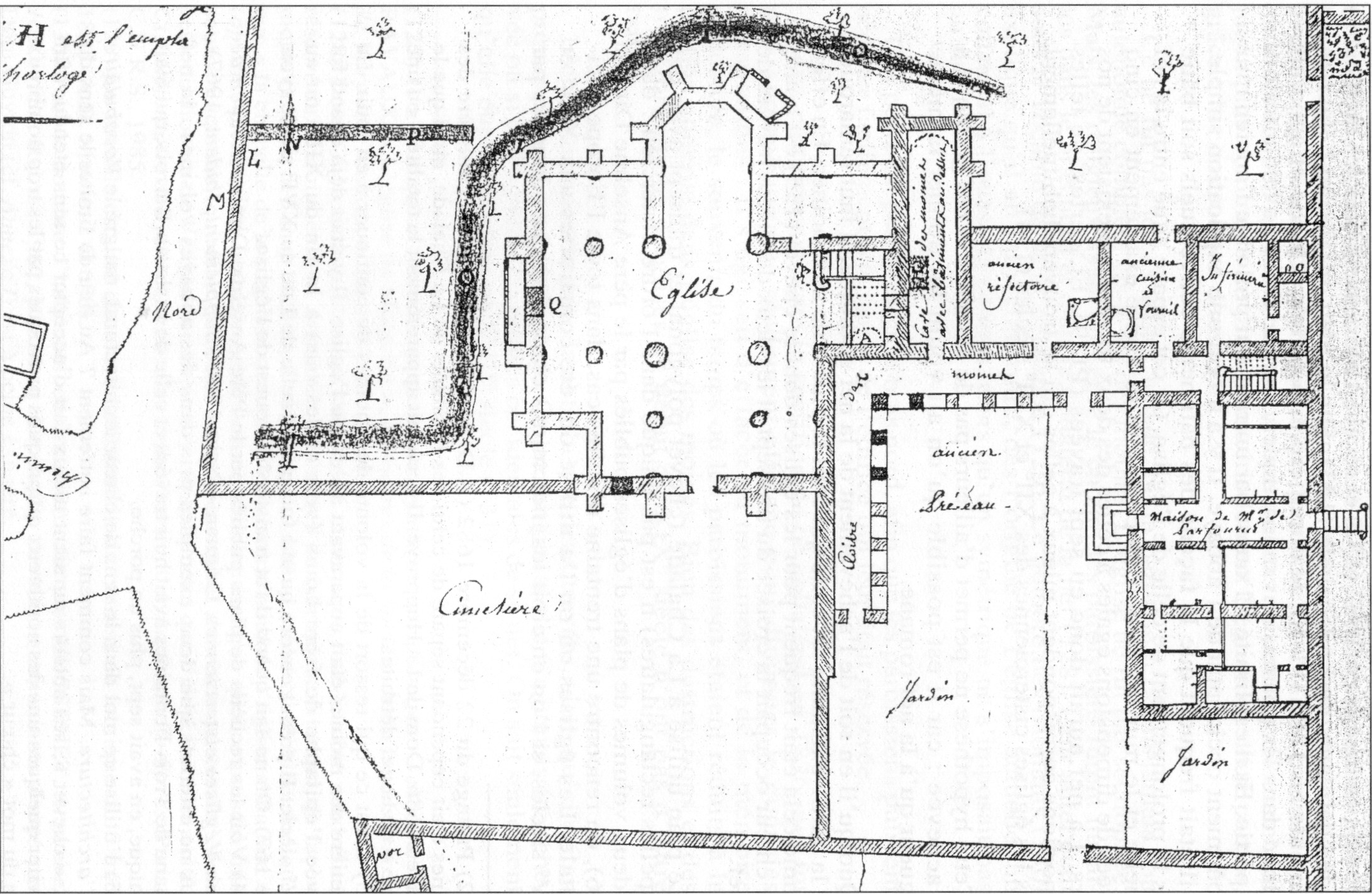
Plan des lieux tel qu'en 1822.

### L'église abbatiale depuis la révolution

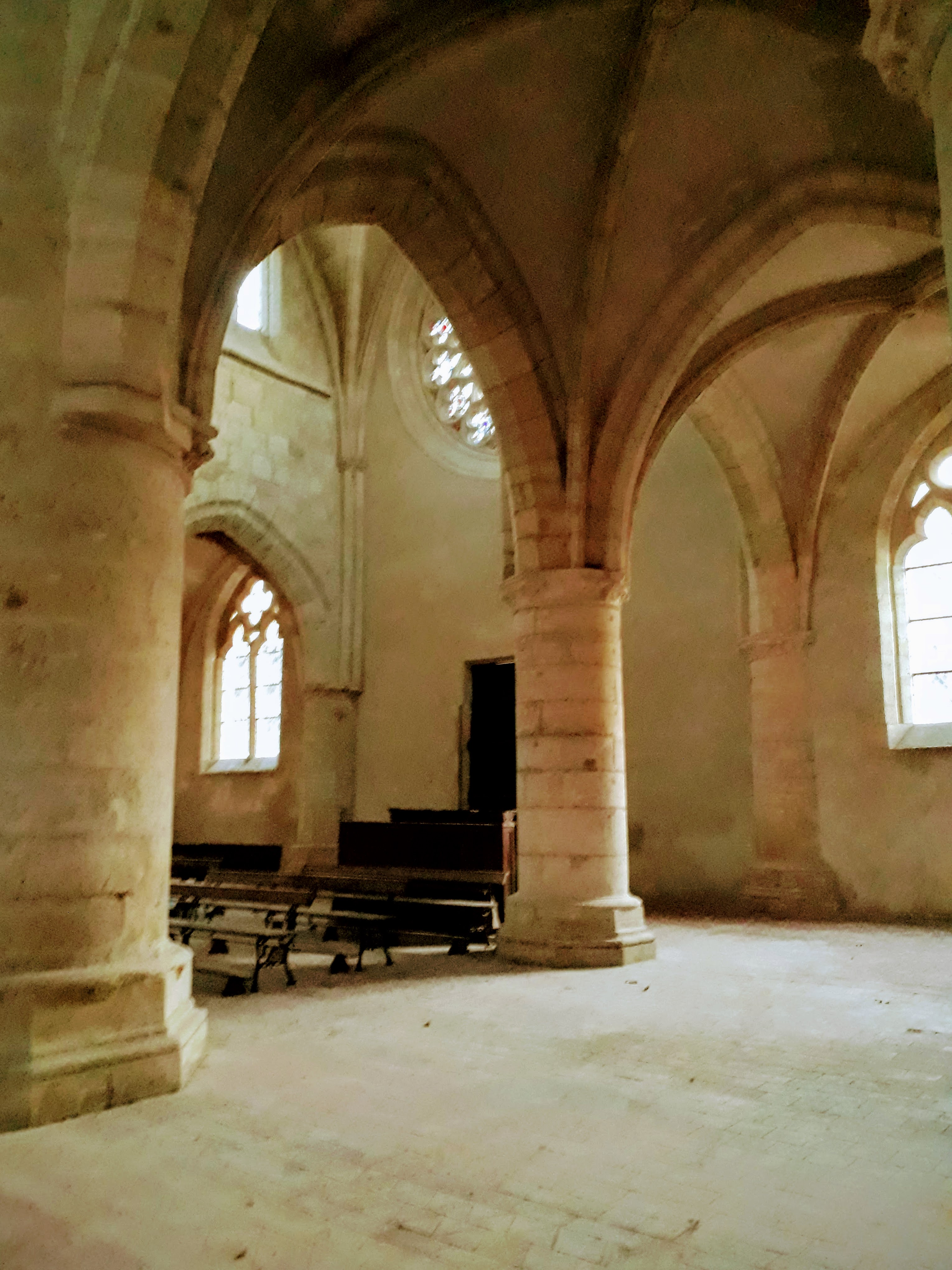
L'intérieur de l'église abbatiale.

L’église abbatiale, d’abord à l’abandon et quasiment en ruines, est sauvée grâce à la détermination de l’abbé Chaput, curé de Lachalade de 1851 à 1881. Dix ans après sa nomination, l’église est restaurée et même embellie d’une grande rosace (XVe siècle) en provenance de l’abbaye de Saint-Vanne, à Verdun. La même année (1862), il obtient le classement de l’église au titre des monuments historiques.
Les deux guerres mondiales causent beaucoup de dégâts à l’église. La première provoque la destruction de vitraux, la perte du mobilier et des dégâts importants à la toiture. L'ensemble est à peine restauré quand un bombardement allemand au début de la Seconde Guerre mondiale (14 mai 1940) endommage de nouveau ce qui reste de l’abbaye et de l’église. Toiture, charpente et voûte s’effondrent. L'église reçoit une bombe au niveau de l'aile Ouest ainsi que le cimetière.
Les réparations tardent et ne s’achèvent qu’en 1968, grâce à la participation de tous les villageois qui font notamment de nombreux dons de tomettes pour le dallage de abbatiale,  ce qui donne aujourd'hui lieu à une mosaïque de tomettes unique en son genre. Cependant le toit a été rapidement reconstruit en ardoise, en abandonnant les tuiles d'origine. Mais celles ci sont en train d'être remises en place à l'identique grâce aux travaux de rénovation lancés actuellement. Les travaux de rénovations en cours aujourd'hui ont également permis la réhabilitation des vitraux d'origine en partie retrouvés et complétés grâce aux travaux d'architecte des monuments historiques. 
L'association des amis de l'église abbatiale de Lachalade (AAEAL) a été créée en 1989. Elle regroupe des bénévoles qui tiennent à la sauvegarde et à la mise en valeur de l’église et de son environnement. Elle a son siège à la mairie de Lachalade (55120). Un reçu fiscal est adressé à tout donateur. Les dons contribuent à financer les travaux de conservation de ce patrimoine important.

## Filiation et dépendances
Lachalade est la fille de l'abbaye de Trois-Fontaines, petite-fille de Clairvaux, arrière-petite-fille de Cîteaux.